# Kmoskó Mihály
Kmoskó Mihály (Illava, 1876. augusztus 29. – Pusztazámor, 1931. április 8.) római katolikus pap, teológiai doktor, orientalista, klasszika-filológus, vallástörténész, a Magyar Tudományos Akadémia levelező (1922) tagja. Az Ószövetség, valamint sumer, egyiptomi és kora keresztény szír források filológiai tanulmányozásán túlmenően munkásságának kiemelkedő eredménye a vándorló magyarság 5–9. századi történetére vonatkozó keleti források összegyűjtése volt. Az első világháborút követően tudományos és oktatói tevékenysége mellett antiszemita publicisztikai tevékenységet fejtett ki.

## Életútja
Szlovák nemzetiségű családban született. Szülei Kmoskó Mihály és Gabel Mária voltak. A trencséni piarista gimnázium elvégzését követően, 1893 és 1897 között teológiai tanulmányokat végzett a bécsi Pázmáneumban, majd az ugyancsak a császárvárosban működő Augustineumban. 1898-ban római katolikus pappá szentelték, 1899-ben Bécsben megszerezte teológusdoktori oklevelét. 1899 és 1902 között a Bécsi Egyetem ösztöndíjával hosszabb ideig Biblia-filológiai tanulmányokat folytatott Bejrút, Jeruzsálem, majd London, Oxford és Párizs intézeteiben. 1902-ben a pozsonyi Szent Márton-dóm karkáplánjává nevezték ki. 1904-től 1909-ig a budapesti Központi Papnevelő Intézet tanulmányi felügyelőjeként dolgozott. 1908-tól a zsidók hellenizmuskori vallás- és eseménytörténetének magántanára lett a Budapesti Tudományegyetemen. 1910-ben az egyetem hittudományi karán véglegesítették mint az ószövetségi szentírástudomány és a héber nyelv nyilvános rendes tanszékvezető tanárát, 1914-től pedig a keleti nyelvek tanszékének vezetését vette át. 1916-ban törökországi és palesztinai misszión járt, ahol feladata az első világháborús központi hatalmak hittérítési tevékenységének előkészítése, lehetőségeinek felmérése volt. 1918–1919-ben a hittudományi kar dékáni tisztét töltötte be.
A Tanácsköztársaság idején, 1919-ben egyetemi katedráját és dékáni hivatalát elhagyva Lengyelországba távozott, ahol befolyásos katolikus politikai körökben sikertelenül igyekezett elérni, hogy azok fellépjenek a Felvidék Magyarországtól való elcsatolása ellen. Önkéntes emigrációjából 1920 őszén tért haza. 1923-ban Pusztazámorra nevezték ki plébánosnak, ahol 1929-es lemondásáig szolgált, ezzel egy időben 1923-tól haláláig a bölcsészettudományi karon a sémi filológia nyilvános rendes tanáraként oktatott.

## Munkássága
Tudományos pályája első felében elsősorban az Ószövetség – továbbá arámi és héber nyelvű forrásainak – filológiai kutatásával, ezen keresztül a zsidóság és más sémi népek ókori vallás- és köztörténetével foglalkozott. Emellett jelentősek sumerológiai és egyiptológiai filológiai búvárlatai, valamint az ókeresztény szír egyházatyák munkásságára, a szír egyház 4–6. századi történetére vonatkozó vizsgálatai is. Számos szöveget lefordított, és jegyzetekkel kiegészítve jelentetett meg latinul vagy magyarul, egyebek mellett nevéhez fűződik Hammurapi törvénykönyvének első magyar fordítása (1911). Az 1920-as években készítette el az eurázsiai sztyeppi népekkel – s kiemelten a vándorló magyarokkal – foglalkozó 5–9. századi szír, arab és perzsa forrásokat felvonultató monumentális, kétezer oldalasra rúgó szöveggyűjteményét. A magyarság honfoglalás előtti múltjára, őstörténetére nézve fontos adatokat tartalmazó mű sokáig kéziratban maradt, s részben 1997 óta jelent meg a Balassi Kiadó gondozásában.
1902-ben a rövid életű, A Kereszt Jegyében című fővárosi katolikus hetilap kiadója és szerkesztője volt. Az első világháborút követően a magyarországi antiszemitizmus hangadó képviselőjeként számos – 1945-ben tiltólistára került – cikket írt e tárgyban.

## Társasági tagságai és elismerései
1915-től a Szent István Akadémia rendes tagja volt, a Magyar Tudományos Akadémia pedig 1922-ben választotta levelező tagjai közé.

## Főbb művei
- A zsidók politikai története a hellenizmus kezdetén: Kritikai tanulmány Flavius Josephus archeológiai adatairól. Budapest, Szent István Társulat, 1906
- S. Simeon Bar Sabbae: Martyrium et narratio.  in: Patrologia Syriaca I/2. Ed. Richard Gaffin. Paris, Firmin-Didot, 1907, 661–1055.
- Liber Apocalypseos Baruch Filii Neriae translatus de Graeco in Syriacum. in: Patrologia Syriaca I/2. Ed. Richard Gaffin. Paris, Firmin-Didot, 1907, 1056–1207
- Testamentum Patris Nostri Adam. in: Patrologia Syriaca I/2. Ed. Richard Gaffin. Paris, Firmin-Didot, 1907, 1309–1360.
- Unu-Amon papyrusa. Budapest, Szent István Társulat, 1909
- Hamurabi törvényei. Szerk. és ford. Kmoskó Mihály. Kolozsvár, Erdélyi Múzeum-Egyesület, 1911, 88 p.
- Az emberiség első írott szabadságlevele: Urukagina lagasi király reformjai. Budapest, Magyar Tudományos Akadémia, 1913, 72 p. REAL-EOD
- A sémi népek ősvallásának főbb problémái. Budapest, Szent István Társulat, 1915
- A zsidóság Messiása s a kereszténység Megváltója. Budapest, Szent István Társulat, 1918. = Keresztény Kiskönyvtár 26–27.
- Hogyan zsidósodott el Magyarország? Budapest, 1919
- Miért lett antiszemitává a magyar középosztály? Budapest, 1919
- Zsidó–keresztény kérdés. Budapest, 1919
- A zsidóság világuralmi törekvései. Budapest, Apostol, 1921, 57 p.
- Az iszlám keletkezése. Budapest, Magyar Szemle Társaság, 1929, 80 p. = A Magyar Szemle Kincsestára 17.
- Mohamedán írók a steppe népeiről I–III. Szerk. Zimonyi István. Budapest, Balassi, 1997–2007. = Magyar Őstörténeti Könyvtár
- Szír írók a steppe népeiről. Szerk. Felföldi Szabolcs. Budapest, Balassi, 2004, 291 p. = Magyar Őstörténeti Könyvtár